# Hamburg Süd
Hamburg Süd A/S, ampliamente conocida como Hamburg Süd, es una empresa alemana de navegación dedica al transporte marítimo y a la distribución de mercancía por medio de contenedores. Fundada en el 4 de noviembre de 1871 en Hamburgo, Alemania, como sociedad anónima por once empresas comerciales de Hamburgo y perteneció al Grupo Oetker desde 1955 hasta su venta a la división de envío Maersk Line del grupo A.P. Møller-Mærsk en el año 2017; Hamburg Süd se encuentra entre los líderes del mercado en el comercio Norte-Sur. También sirve a todas las rutas comerciales significativas Este-Oeste, además, es una de las empresas más importantes en el sector del transporte marítimo en Alemania
y está entre las veinte compañías navieras más grandes del mundo.

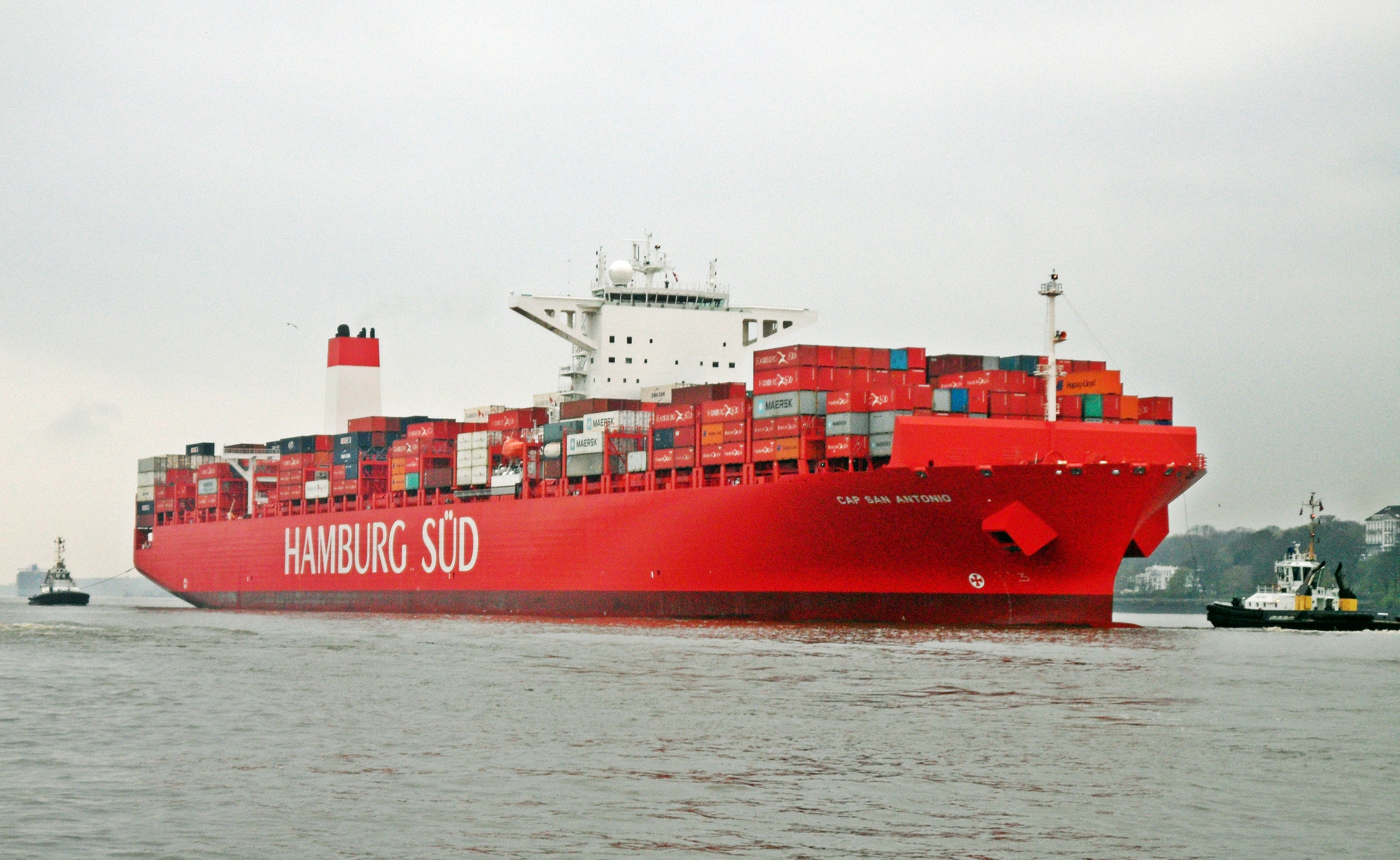
El buque portacontenedores Cap San Antonio rumbo al puerto de Hamburgo, abril de 2014.

## Historia

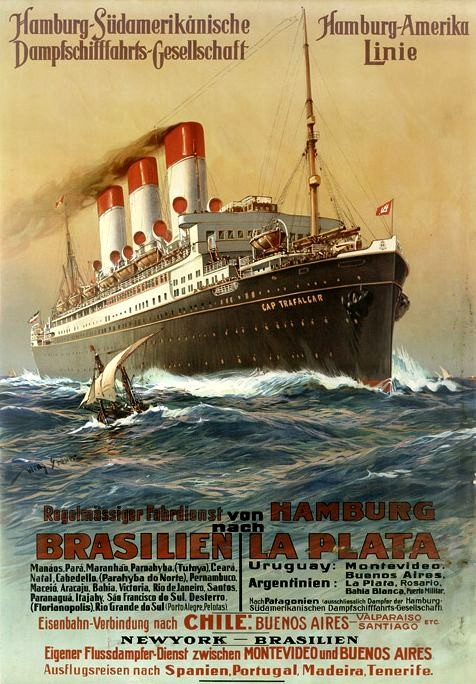
Cartel publicitario de 1899 del buque Cap.Trafalgar de la Hamburg Süd.

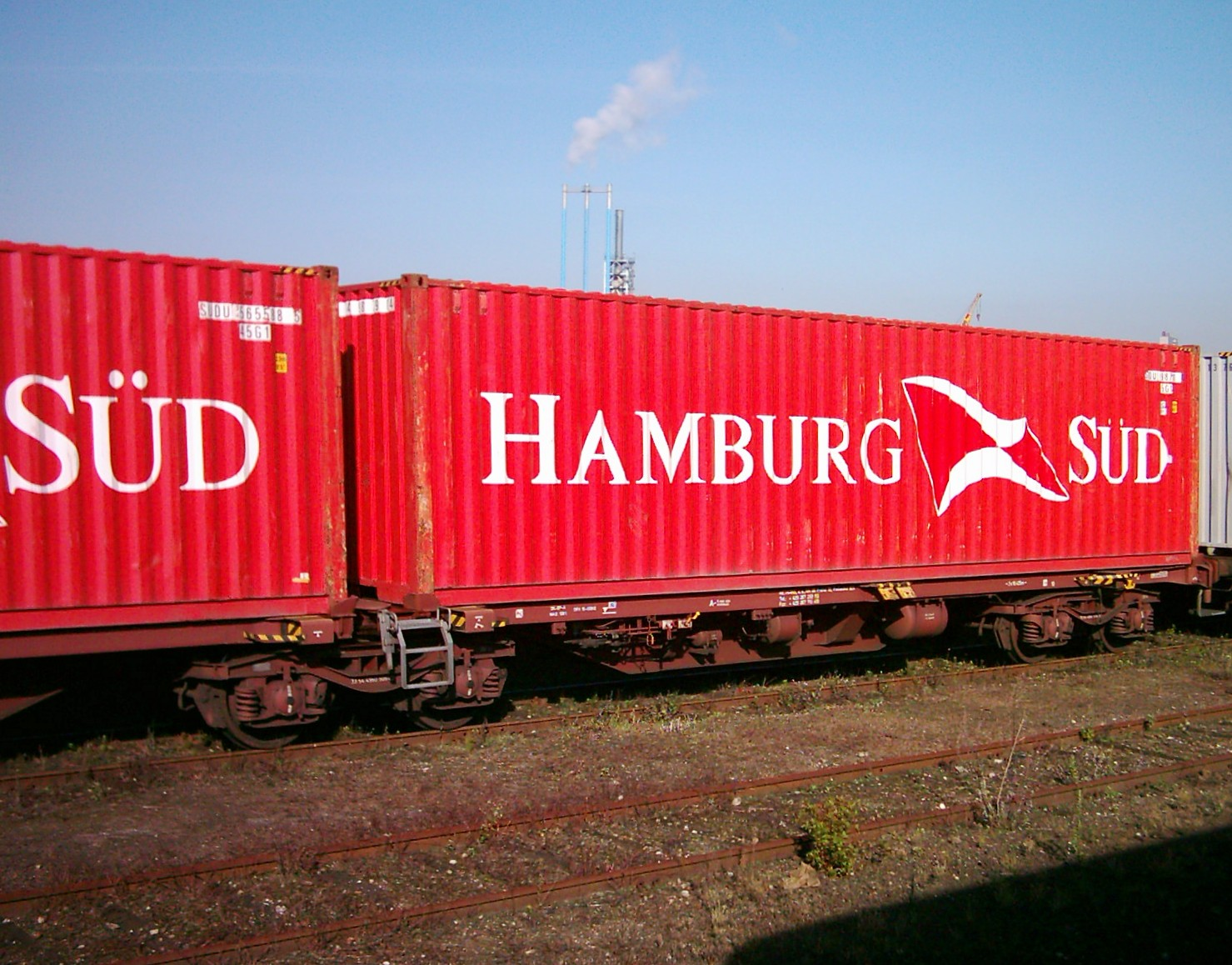
Contenedores de Hamburg Süd.

Esta empresa fue fundada en 1871 por un conglomerado de once empresas de Hamburgo con el nombre de Hamburg Südamerikanische Dampfschifffahrts-Gesellschaft (en español: Compañía naviera sudamericana de Hamburgo). El propósito principal de la empresa era el de cubrir el tráfico del transporte de mercancía (especialmente el traslado del café) entre Hamburgo y América del Sur.
Al poco tiempo de fundarse la empresa, ya estaban en servicio dos rutas comerciales con rumbo hacia el puerto de Río de Janeiro (Brasil) y hacia los puertos argentinos y uruguayos del Río de la Plata. Una vez al mes, tres barcos de Hamburg Süd con un registro bruto de 4.000 toneladas de arqueo (aproximadamente 11.326,74 m³ de volumen) cubrían esta ruta.
A principios de 1914, Hamburg Süd poseía más de sesenta barcos que juntos sumaban un registro bruto de 325.000 toneladas de arqueo (aproximadamente 919.750 m³), entre ellos se destacaban Cap Finisterre, Cap Trafalgar, Cap Polonio y Cap Arcona. El primer barco motorizado de la compañía fue puesto en servicio en 1922/23.
Es filial del consorcio famililar alemán Oetker-Gruppe desde 1955. Las negociaciones para la adquisición habían comenzado en 1952 como una propuesta de aumentar su flota de barcos frigoríficos.
La empresa en 2007 operaba 139 embarcaciones, de las cuales 88 son buques portacontenedores y 51 son buques de servicio irregular.

## Ayuda humanitaria
Hamburg Süd colabora desde hace muchos años con Aldeas Infantiles SOS, cuyos proyectos se fomentan en diferentes países. El compromiso social va más allá de la ayuda humanitaria. Así Hamburg Süd apoya diferentes iniciativas en las áreas de la educación y la cultura; en estas se incluyen las exposiciones internacionales de los United Buddy Besar.